# Македонско образователно братство
Македонското константинополско образователно братство (на гръцки: Μακεδονική Φιλεκπαιδευτική Αδελφότητα Κωνσταντινουπόλεως) е гръцко дружество, основано в Цариград, столицата на Османската империя в 1871 година.
Дружеството е основано по инициатива на дякон Стефан Нукас от Драмища с подкрепата на Константинос Томаидис от Влашка Блаца и митрополит Йоаникий Никейски от Радовища. Целта на братството е поддържане на гръцката култура и образование в Македония и особено в Населица, Гревенско, Костурско и Сятищко. Братството основава Цотилската гимназия.